# Tourão
O Mustela putorius, comummente conhecido como  tourão (grafia alternativa toirão) é um mamífero carnívoro, noctívago, pertencente à família dos Mustelídeos. A espécie distribui-se pela Europa Ocidental, abarcando Portugal, pelo Norte da África e pelo Oeste do continente asiático.

## Nomes comuns
Além de «tourão» é ainda comummente conhecido pelos seguintes nomes: fueta, papalva-fétida e furão-bravo.

### Etimologia
Quanto ao nome científico desta espécie:
- O nome genérico, Mustela, provém do latim, mustēla, que significa «doninha».[7]
- O epíteto específico, putorius, também provém do latim, e significa «toirão».[8]

## Subespécies
Há, pelo menos, sete subespécies conhecidas de Mustela putorius:
- Mustela putorius anglia (Pocock, 1936)[10]
- Mustela putorius aureola (Barrett-Hamilton, 1904)[11]
- Mustela putorius caledoniae (Tetley, 1939)[12]
- Mustela putorius furo Linnaeus, 1758
- Mustela putorius mosquensis Heptner, 1966[13]
- Mustela putorius putorius Linnaeus, 1758[14]
- Mustela putorius rothschildi Pocock, 1932[15]

Dentre este rol, há duas subespécies que marcam presença na Península Ibérica: a Mustela putorius putorius, a Norte, e a Mustela putorius aureolus, a Centro e no Sul do território. O toirão da subespécie aureolus é, por sinal, maior e tem uma pelagem mais clara.
A subespécie domesticada, Mustela putorius furo, é comummente conhecida como furão.

## Caracteristícas gerais
Pelagem
No que toca à pelagem, geralmente, assume uma coloração castanho-escura e lustrosa, com cambiantes de pêlos mais claros nos flancos. A par de outras variedades de mustelídeos, dispõe de uma mancha (a chamada máscara ou mascarilha) castanho-escura à volta dos olhos, que contrasta com a mancha branca que lhe reveste o focinho, incluindo a orla das orelhas. A pelagem também altera consoante a estação do ano, escurecendo mais no Estio e clareando mais no Inverno. Por outro lado, outro factor que também influi na alternância de coloração da pelagem é a distribuição geográfica, pelo que os espécimes oriundos do Leste europeu costumam ter pêlo mais claro. 
Quanto às mutações genéticas que interferem com a coloração da pelagem, vale assinalar que há casos registados de toirões albinos e eritristas (invulgarmente avermelhados).
As crias desta espécie, quando têm poucos dias de vida, encontram-se revestidas de uma pelagem cinzento-clara uniforme.
Anatomia
O toirão caracteriza-se pelo seu corpo esguio e alongado, de patas curtas, cauda comprida e felpuda, cabeça diminuta e afunilada, de orelhas curtas e semicirculares.
Dispõe de cinco dedos por pata, se bem que, ao deixar rasto, pode acontecer que só se fiquem a notar quatro dedos nas pegadas. Nas patas de trás, os dedos são mais compridos, encontrando-se parcialmente ligados por membranas interdigitais. As garras das patas de trás são ligeiramente recurvas e não-retrácteis. Por contraponto, as patas da frente têm dedos mais curtos, sem membrana interdigital e dispõem de garras com curvatura acentuada, capazes de se retrair parcialmente.
Há dimorfismo sexual patente, pelo que os machos costumam ser maiores e mais pesados do que as fêmeas:
- ‘’Peso em fase adulta’’: entre meio quilo a quilo e meio para os machos e quatrocentos a oitocentos gramas para as fêmeas;
- ‘’Comprimento em fase adulta’’: os machos medem entre trinta e quarenta e cinco centímetros, chegando as caudas a alcançar os catorze centímetros de comprimento; ao passo que as fêmeas medem entre trinta e trinta e cinco centímetros de comprimento, com caudas na ordem dos 12 centímetros e meio de comprimento.

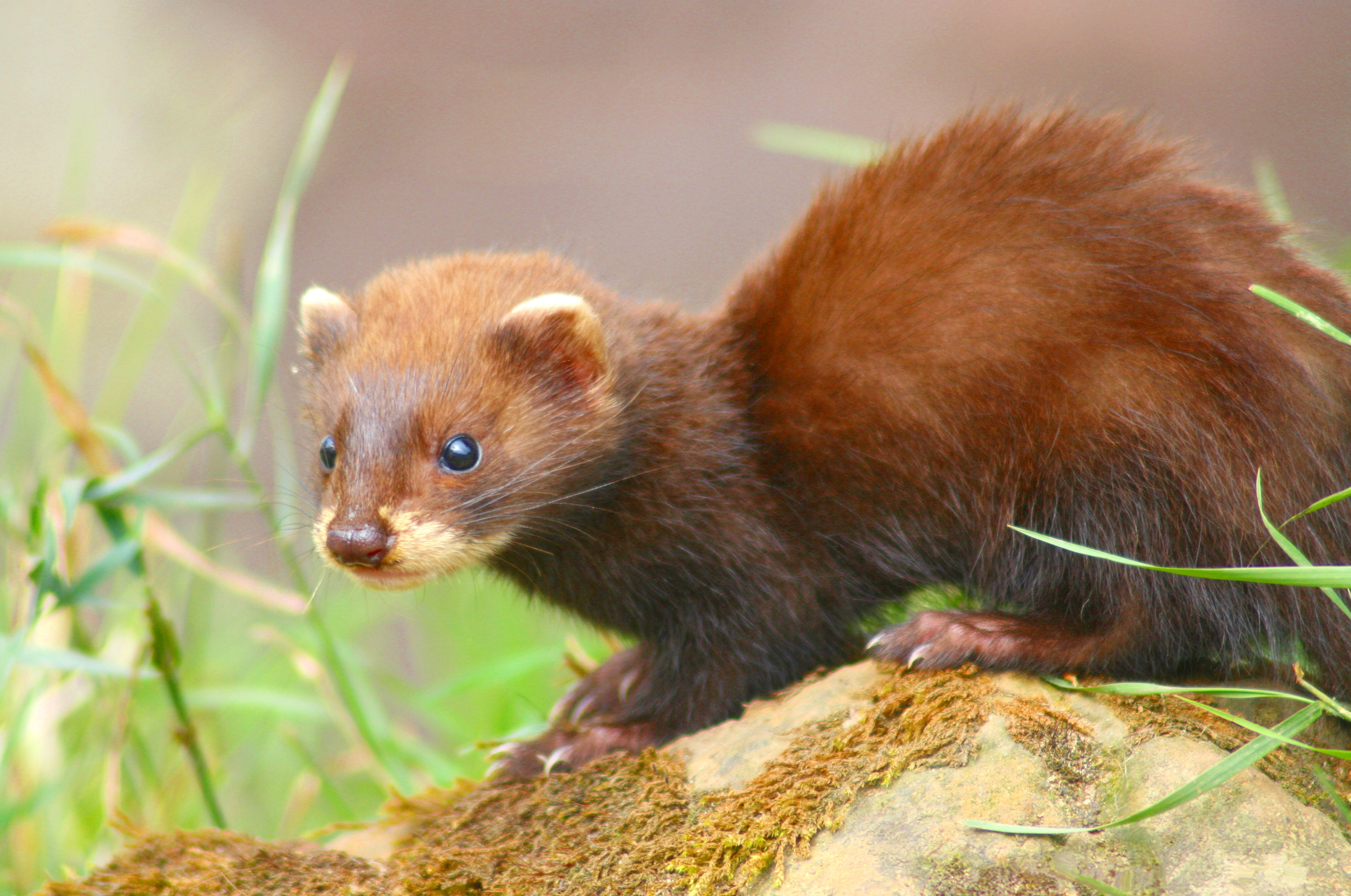
Tourão em estado selvagem.

## Comportamento
Trata-se de uma espécie mormente noctívaga, se bem que é no período crepuscular que se verificam os seus momentos de maior actividade, pelo que as deslocações diurnas são infrequentes. Com efeito, pode chegar a movimentar-se até sete quilómetros e meio por noite. Não é um animal gregário, antes exibindo um temperamento territorial, arisco e solitário.
A época de acasalamento e o Verão são períodos de actividade mais atípica, porquanto, no primeiro caso, costumam mostrar comportamentos mais gregários, tendo em vista a procura de parceiro; e, no segundo caso, ocupam mais do seu tempo durante o período do dia, em busca de alimento para as crias.
Se se sentir ameaçado ou se pretender marcar o seu território, projecta um esguicho fétido através das glândulas anais, que deixa um almíscar pregnante. Daqui advêm os nomes comuns fueta e papalva-fétida.

## Identificação

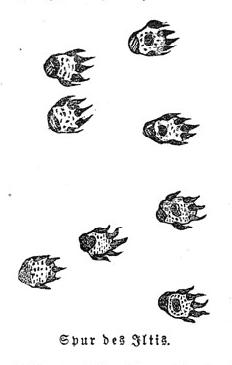
Pegadas de toirão.

Não é fácil encontrá-los na natureza, dada a sua capacidade para se ocultar entre moitas e no sotobosque. Contudo, podem identificar-se, mais facilmente, alguns vestígios que denunciam a sua presença, como sejam as pegadas, os sons e os excrementos.
- As pegadas são similares às da marta-zibelina, mas de dimensões mais reduzidas. Deixam impressões com quatro ou cinco dedos, juntamente com as respectivas garras, especialmente das garras não-retractéis das patas traseiras. Por sinal, as pegadas das patas traseiras são maiores do que as das patas dianteiras, e por vezes, surgem acompanhadas das esteira ou do rastro deixado pela cauda na lama ou na neve.[26]

- Os sons mais característicos desta espécie assemelham-se a guinchos, que se tornam mais agudos, quando o animal se encontra mais assustado ou pretende mostrar-se mais hostil, ou ainda quando a fêmea pretende alertar as crias da aproximação do perigo. O seu repertório vocal inclui, ainda, bufidos e grunhidos, sendo certo que estes são menos frequentes.[26]

- O frago ou excremento dos toirões sobressai, além do seu fedor nauseabundo, pela sua coloração negra, pelo formato tortuoso e estreito nas pontas e por se encontrar, amiúde, lardeado de vestígios de ossos, penas ou pêlos das presas do toirão. Se se tiverem alimentado de peixe, os fragos podem mostrar-se mais víscidos e amorfos.[29]Medem entre 6 a 8cm de comprimento, embora só tenham 9 mm de grossura. São depositados em determinados pontos do seu território, geralmente ao pé da madrigueira.[30]

## Longevidade
Em estado selvagem, no primeiro ano de vida, a taxa de mortalidade pode atingir os 70 a 90%.
A esperança média de vida, para os toirões bravos que sobrevivam ao primeiro ano, normalmente não excede os cinco anos. Em contrapartida, os toirões em cativeiro conseguem viver até aos 14 anos.

## Procriação

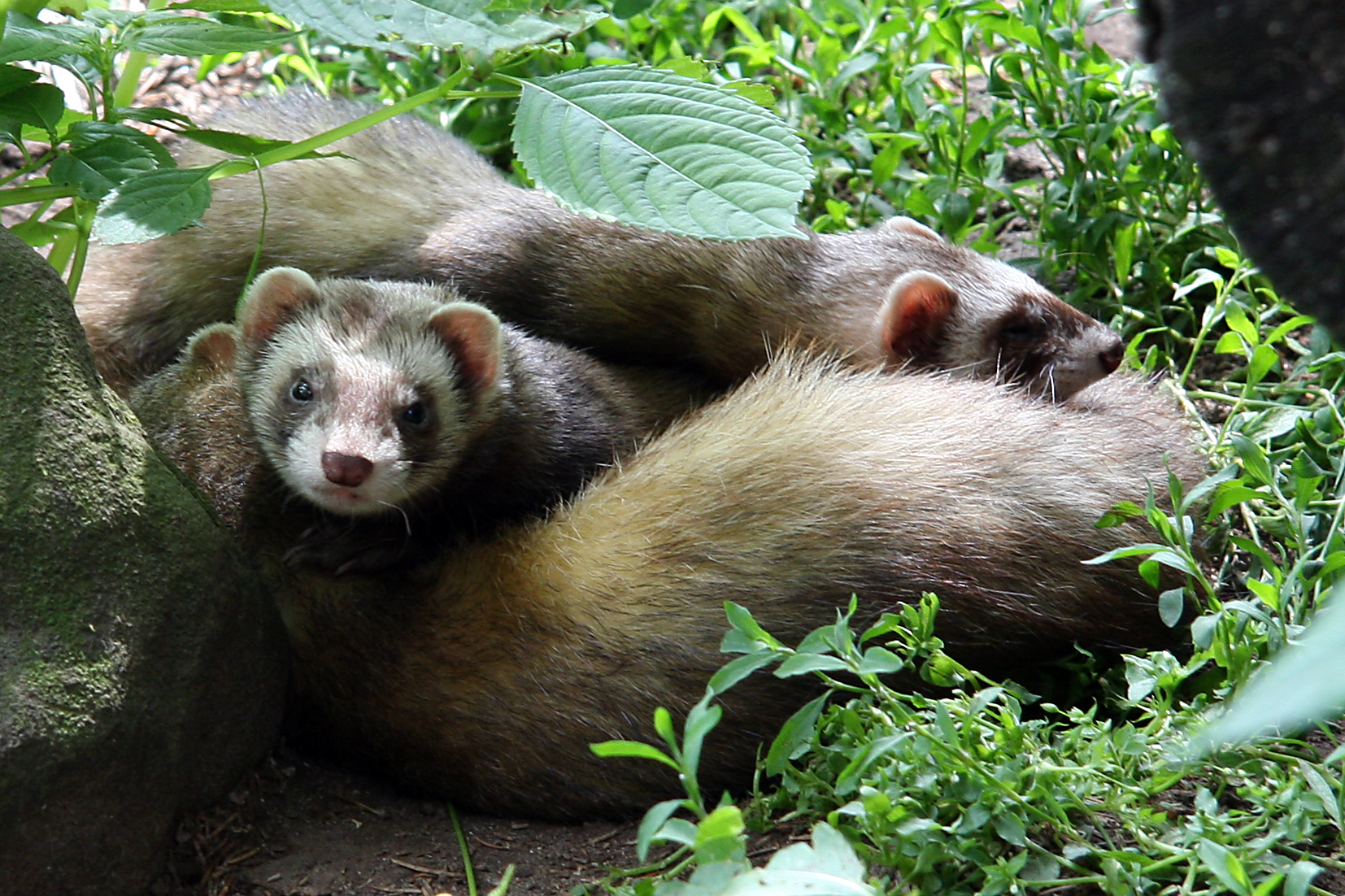
Grupo de toirões

Os toirões alcançam a maturidade sexual aos dez meses. São animais polígamos, pelo que os machos procuram procriar com todas as fêmeas férteis receptivas com que se conseguirem encontrar, durante a época do cio. Por sinal, o cio e a época de acasalamento transcorrem de Março a Maio.
Por sua vez, a gestação demora 6 semanas, dando lugar a ninhadas anuais de 3 a 7 crias, normalmente por ocasião do fim da Primavera. A amamentação dura cerca de um mês, pelo que, aos dois ou três meses de vida, as crias já ganham alguma independência.
Na eventualidade de uma ninhada ser abortada ou de não sobreviver durante os primeiros meses de vida, se a época de acasalamento ainda não tiver terminado, as fêmeas conseguem voltar a dar à luz, ainda naquele ano.

## Dieta

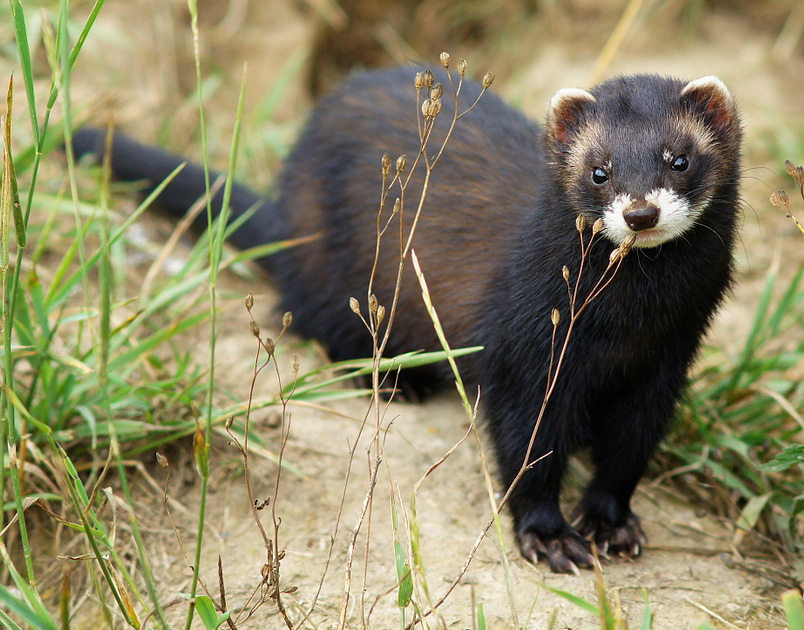
Toirão com pelagem de Verão

Trata-se de uma espécie carnívora versátil e generalista, de modo que a sua dieta varia consoante a estação do ano e dos alimentos disponíveis na área geográfica. Se chegar a haver alguma especialização dietética para um determinado toirão, esta basear-se-á necessariamente nesses dois factores sazonais e espaciais. Com efeito, mercê dos seus ímpetos depredatórios oportunistas, o toirão, se puder e enquanto puder, costuma acumular grandes quantidades de presas, especialmente anfíbios, as quais arrecada, para posterior consumo, na toca. Costuma mordê-las na base do crânio, de modo a que não morram imediatamente, ficando apenas paralisadas, conseguindo, destarte, mantê-las frescas por alargados períodos de tempo.
A nutrição dos toirões assenta mormente em anfíbios, lagomorfos e pequenos roedores, podendo, também, abarcar pequenas aves passeriformes, invertebrados, peixes de rio e répteis. A porção vegetal da sua dieta, a existir, é muito residual.
Desempenha um papel importante no equilíbrio dos ecossistemas, ao ser um dos predadores principais dos roedores.

## Predadores naturais
Além de predador, o toirão também assume o papel de presa, sujeitando-se à depredação de espécies como o lobo (Canis lupus), a raposa-vermelha (Vulpes vulpes), o bufo-real (Bubo bubo), o gato-bravo (Felis silvestris) ou mesmo o cão.

## Saúde
Patologias habituais
Pode ser achacado por tumores malignos e hidrocefalia, sendo também susceptível de padecer de doenças como a cinomose, gripe, resfriado e pneumonia.
Parasitas
É principalmente fustigado por carraças, as quais privilegiam as zonas do pescoço e de trás das orelhas, por serem de acesso  especialmente difícil ao animal, bem como, por estarem especialmente guarnecidas, no que toca ao fluxo sanguíneo.

## Distribuição

Mapa da distribuição dos toirões

### Global
Trata-se de uma espécie de ampla distribuição pelo Paleártico Ocidental, abarcando a Europa Ocidental desde a orla Norte do Mediterrâneo até à Escandinávia Central, à Finlândia e até a regiões da Grã Bretanha. A Leste, marca presença na Rússia Ocidental, em partes da China, da Mongólia e no Sul dos Himalaias.
Espalham-se por grande parte da Europa, salvo as regiões da Península Balcânica, a orla oriental do mar Adriático, ilhas do Mediterrâneo, a Irlanda, a Islândia e a Escandinávia Setentrional; pelo próximo Oriente e pelo Norte de África, especialmente junto à orla Mediterrânica.

### Portugal
O toirão ocorre de Norte a Sul de Portugal Continental, se bem que há uma distribuição descontínua do território. As maiores concentrações de populações de toirões fazem-se sentir no Noroeste do país e a Sul do rio Tejo, excluindo a região do Algarve.
O toirão em estado selvagem não marca presença nos arquipélagos dos Açores e da Madeira, sendo certo que a variante doméstica desta espécie, o furão, já marca presença em todas as ilhas  (com excepção das ilhas do Corvo e a Graciosa), desde o séc. XV. Crê-se que os furões terão sido introduzidos nas ilhas, durante esse período histórico, por molde a servir de vector de controlo das populações de coelhos, sendo que hoje em dia ainda persistem, contando com populações locais assilvestradas.

## Habitat
Esta espécie exibe uma considerável versatilidade no que toca aos requisitos ecológicos dos  ambientes onde habita. Destarte, o toirão é capaz de ocupar um vasto rol de habitats possíveis, dentre as quais se contam zonas ribeirinhas, courelas agricultadas, pradarias e matorrais, privilegiando os locais cuja matriz estrutural se pauta por coberturas vegetais mais escassas.
Em todo o caso, é pertinente assinalar que, ao longo do ano, o toirão vai alternando de habitat, optando pelos biomas de bosque no Verão e no Outono; pelos biomas ripícolas no Inverno e na Primavera; e pelos biomas de pradaria nas estações do Inverno e do Verão.
Relativamente aos requisitos tróficos, o tourão tem-se mostrado uma espécie generalista, no entanto, há estudos que indicam instâncias onde pode exibir especializações alimentares locais. Com efeito, no Sudeste de Portugal, as populações locais de toirões têm  preferências tróficas por coelhos-bravos.
As tocas dos toirões tanto podem ser escavadas pelos próprios, como podem ser reaproveitadas a partir de luras de coelhos, golpelheiras de raposas ou madrigueiras de texugos, entre outros animais, como ainda podem ser aproveitadas a partir de acidentes naturais, como cunhas e brechas entre rochedos. Os seus períodos de maior actividade são nocturnos, de sorte que, em regime diurno, se servem das sobreditas tocas como refugio ou então da vegetação nas orlas de cursos de água ou das bermas de caminhos ou de outras estruturas lineares quejandas, como corredores de movimento seguros.

### Espaço vital
Os toirões são bastante menos territoriais do que outros mustelídeos, de tal maneira que há inúmeros casos registados de espécimes do mesmo sexo – o que à partida deveria potenciar um cenário de concorrência - a coexistir dentro do mesmo espaço vital ou a ocupar territórios cujas áreas convergem. Importa, porém, relembrar que, como já se mencionou supra, os toirões mudam de toca e de habitat ao sabor das estações, pelo que a tipologia e as dimensões dos territórios que tomam para lhes servir de espaço vital, durante um determinado período de tempo, é razoavelmente variável.
Não obstante, em geral, as fêmeas em idade fértil ocupam territórios mais exíguos e inconspícuos, que raramente excedem os três quilómetros quadrados. Por seu turno, os machos, estejam em idade fértil ou não, costumam assenhorar-se de espaços vitais mais alargados, que vão de um quilómetro e meio a cinco quilómetros quadrados.

## Estatuto de conservação
A população de toirões portuguesa não é particularmente grande, estima-se que haja mais de 10.000 espécimes adultos , sendo certo que esses números se encontram em declínio. O toirão encontra-se arrolado ao Apêndice III da Convenção de Berna e no Anexo V da Directiva Habitats. Actualmente encontra-se identificada no livro vermelho dos mamíferos de Portugal Continental, sob a categoria de conservação EN (espécie em perigo).
A preservação desta espécie é ameaçada pela: destruição dos seus habitats naturais, principalmente os ripícolas e dos das suas presas habituais, como é o caso do coelho-bravo; a caça; a sinistralidade rodoviária, mercê da falta de faunoductos devidamente distribuídos; o recurso a venenos e raticidas nas courelas agrícolas; à domesticação e ulterior mestiçagem com o furão (Mustela putorius furo).

Os espécimes resultantes da hibridação de furões e toirões são indistinguíveis, atendendo puramente à sua fisionomia externa.
- Commons
- Wikispecies